# 维里塞勒
维里塞勒（法語：Viricelles，法語發音：[viʁisɛl]）是法国卢瓦尔省的一个市镇，位于该省东部偏南，属于蒙布里松区。

## 地理
维里塞勒（45°39'9"N, 4°22'33"E）面积2 平方千米，位于法国奥弗涅-罗讷-阿尔卑斯大区卢瓦尔省，该省份为法国中南部省份，北起顺时针与索恩-卢瓦尔省、罗讷省、伊泽尔省、阿尔代什省、上盧瓦爾省、多姆山省和阿列省接壤。
与维里塞勒接壤的市镇（或旧市镇、城区）包括：沙泽勒叙里昂、马兰日。
维里塞勒的时区为UTC+01:00、UTC+02:00（夏令时）。

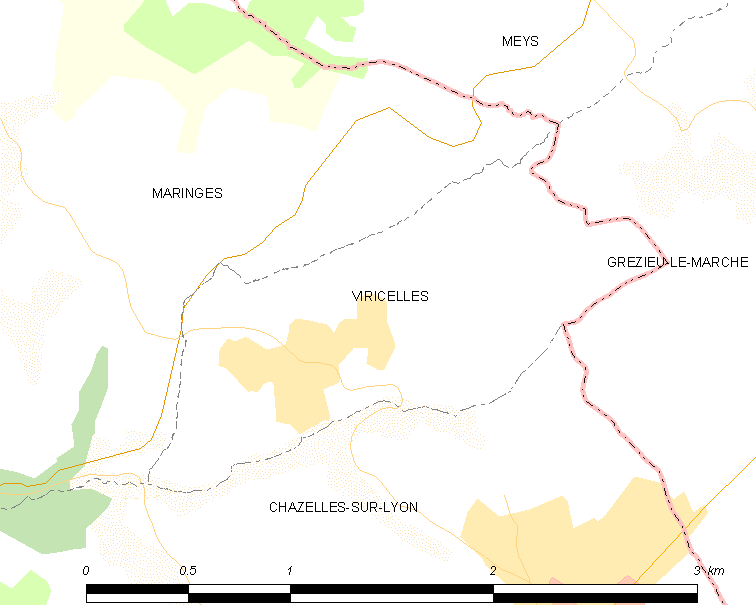
维里塞勒的OSM定位图

## 行政
维里塞勒的邮政编码为42140，INSEE市镇编码为42335。

## 政治
维里塞勒所属的省级选区为弗尔县。

## 交通
卢瓦尔省省道D103线经过境内。

## 人口

1962-2008年间维里塞勒人口变化图示

维里塞勒于2022年1月1日时的人口数量为448人。